# Статистика і рекорди МФК «Миколаїв»
Ця стаття присвячена статистикою і рекордам футбольного клубу «Миколаїв» (раніше відомого як «Наваль», «Андре Марті», «Марті-Бадіна», «Райком металістів», «Суднобудівник», «Авангард», «Евіс»).
Муніципальний футбольний клуб «Миколаїв» (надалі — МФК «Миколаїв») — український футбольний клуб з однойменного міста. Заснований в 1920 році, під назвою «Наваль». Найвищим досягненням МФК «Миколаїв» за весь час є вихід в півфінал Кубку СРСР 1969 і півфінал Кубку України 2016/17. У період з 1936 по 1991 рік команда виступала в чемпіонаті СРСР, з 1992 року виступає в чемпіонаті України. Найкраще досягнення в чемпіонаті СРСР — підсумкове 21 місце серед усіх команд (8 місце в групі «Б») в 1940 році, в першості України — 13 місце у вищій лізі в сезоні 1994/95 років. Миколаївці ставали чемпіонами Української РСР (1974), переможцями турнірів першої (1997/98) і другої ліги чемпіонату України (2005/06, група «Б» і 2010/11, група «А»).

## Трофеї

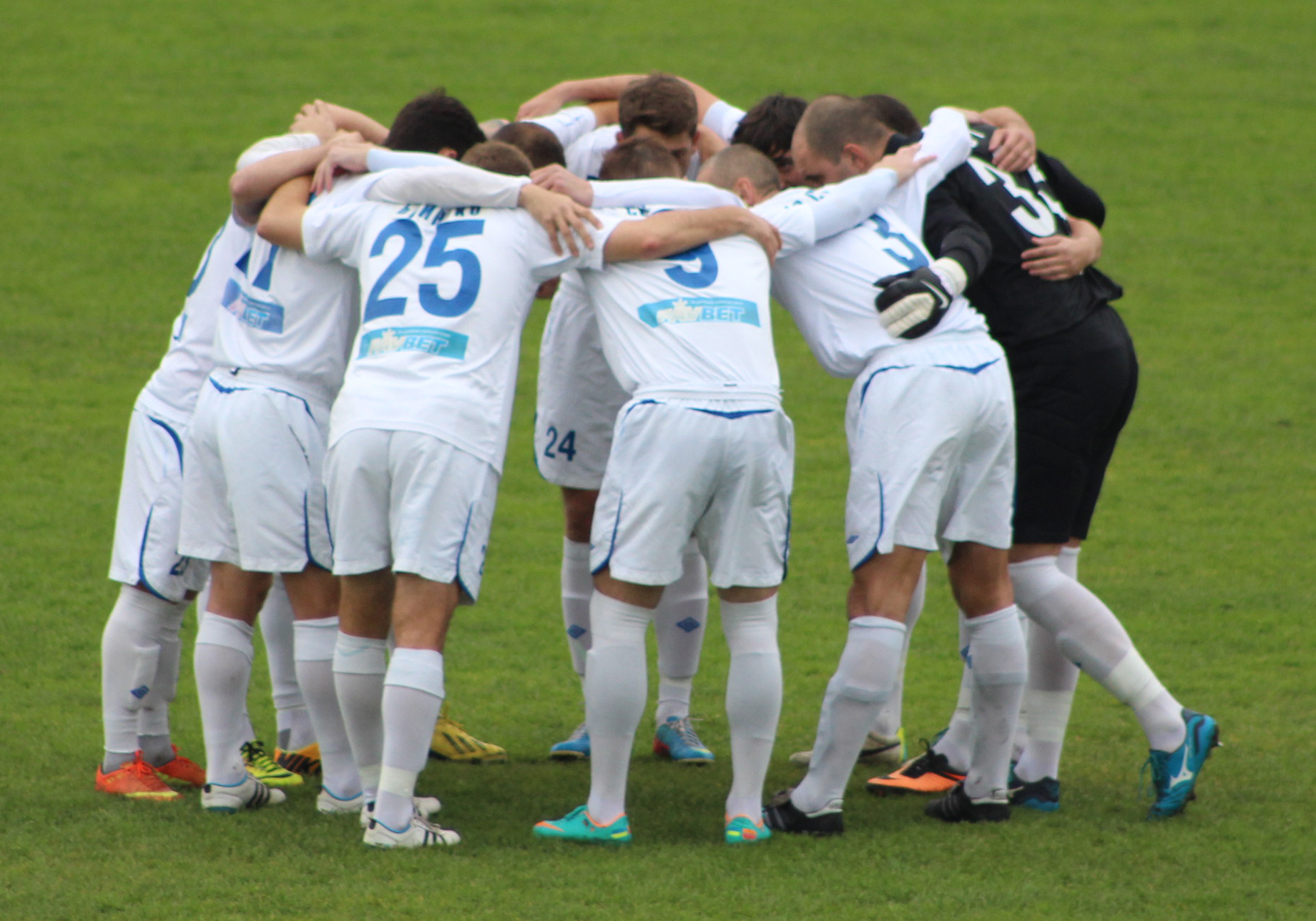
МФК «Миколаїв» напередодні матчу

### Національні чемпіонати

#### СРСР
- Кубок СРСР
  - 1/2 фіналу (1): 1969

- Перша ліга СРСР
  -  Срібний призер (1): 1960

- Чемпіонат УРСР (Першість СРСР, друга ліга, українська зона)
  -  Чемпіон (1): 1974
  -  Срібний призер (3): 1960, 1971, 1990
  -  Бронзовий призер (3): 1973, 1984, 1985

#### Україна
- Кубок України
  - 1/2 фіналу (1): 2016/17[1].

- Чемпіонат України
  - 9-те місце (1): 1992

- Перша ліга України
  -  Чемпіон (1): 1997/98
  -  Срібний призер (1): 1993/94

- Друга ліга України
  -  Чемпіон (2): 2005/06 (група «Б»), 2010/11 (група «А»)

### Аматорські змагання
- Чемпіонат УРСР серед КФК
  -  Бронзовий призер (1): 1938

### Регіональні турніри
- Чемпіонат міста Миколаїв
  -  Чемпіон (3): 1924 (весна), 1927, 1928 (осінь).
  -  Бронзовий призер (3): 1921 (весна), 1924 (осінь), 1929 (осінь).

## Індивідуальні рекорди гравців

### Матчеві рекорди й статистика
- Найбільша кількість матчів у всіх змаганнях: 381 — Євген Дерев'яга
- Найбільша кількість матчів у чемпіонаті СРСР: 372 — Євген Дерев'яга
- Найбільша кількість матчів в чемпіонаті України: 265 — В'ячеслав Жениленко
- Найбільша кількість матчів у Кубку СРСР: 12 — Валерій Сілецький
- Найбільша кількість матчів у Кубку України: 17 — В'ячеслав Жениленко

#### Гравці з найбільшою кількістю матчів
У таблиці показані лише офіційні матчі.
| №  | Ім'я                | Період    | Загалом | Чемпіонат | Чемпіонат | Кубок | Кубок   |
| №  | Ім'я                | Період    | Загалом | СРСР      | Україна   | СРСР  | Україна |
| -- | ------------------- | --------- | ------- | --------- | --------- | ----- | ------- |
| 1  | Євген Дерев'яга     | 1967—1979 | 381     | 372       | —         | 9     | —       |
| 2  | Юрій Смагаін        | 1979—1991 | 365     | 361       | —         | 4     | —       |
| 3  | Анатолій Ставка     | 1983—1993 | 345     | 284       | 53        | 3     | 5       |
| 4  | Валерій Машнін      | 1979—1992 | 336     | 317       | 16        | 2     | 1       |
| 5  | Валерій Сілецький   | 1965—1973 | 315     | 303       | —         | 12    | —       |
| 6  | Анатолій Норов      | 1960—1969 | 283     | 274       | —         | 9     | —       |
| 7  | В'ячеслав Жениленко | 1992—2005 | 282     | —         | 265       | —     | 17      |
| 8  | Сергій Бугай        | 1989—2006 | 277     | 9         | 252       | 0     | 16      |
| 9  | Сергій Грозов       | 1985—1992 | 270     | 231       | 33        | 1     | 5       |
| 10 | Олег Сич            | 1985—1995 | 269     | 263       | 5         | 1     | 0       |

### Гольові рекорди та статистика

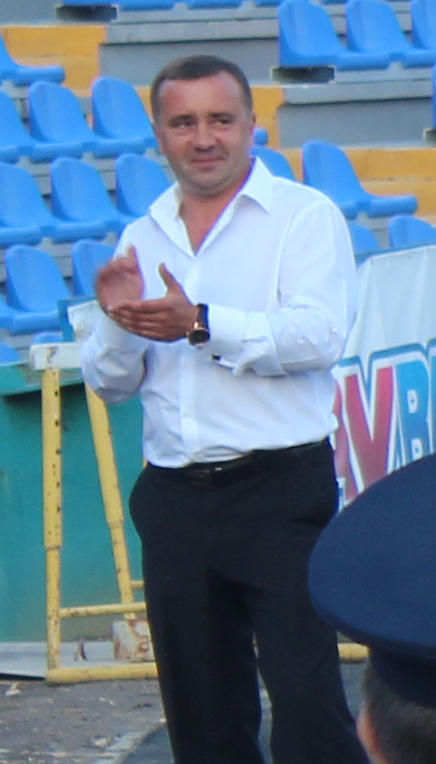
Руслан Забранський — автор найбільшої кількості голів «Миколаєва» в чемпіонаті та Кубку України

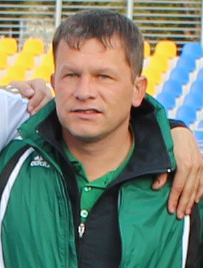
Володимир Скрипка — автор найбільшої кількості голів «Миколаєва» в 34-матчевому сезоні чемпіонату України (13)

- Найбільша кількість голів у всіх змаганнях: 126 — Євген Дерев'яга
- Найбільша кількість голів у чемпіонаті СРСР: 124 — Євген Дерев'яга
- Найбільша кількість голів у чемпіонаті України: 69 — Руслан Забранський
- Найбільша кількість голів у Кубку СРСР: 6 — Іраклій Петров
- Найбільша кількість голів у Кубку України: 6 — Руслан Забранський
- Найбільша кількість голів в сезоні в чемпіонаті СРСР:
  - у 52-матчевому сезоні: 15 — Юрій Горячев, 1989
  - у 50-матчевому сезоні: 19 — Євген Дерев'яга, Євген Сатаєв, 1971
  - у 46-матчевому сезоні: 20 — Євген Дерев'яга, 1979
  - у 44-матчевому сезоні: 17 — Євген Дерев'яга, 1978
  - у 43-матчевому сезоні: 22 — Іраклій Петров, 1968
  - у 42-матчевому сезоні: 19 — Борис Балуєв, 1965, Юрій Горячев, 1991
  - у 40-матчевому сезоні: 25 — Юрій Смагін, 1985
  - у 38-матчевому сезоні: 13 — Євген Дерев'яга, 1976
  - у 36-матчевому сезоні: 20 — Сергій Морозов, 1990
  - у 34-матчевому сезоні: 15 — Василь Михайличенко, 1957
  - у 32-матчевому сезоні: 14 — Євген Дерев'яга, 1975
  - у 30-матчевому сезоні: 13 — Віктор Журавльов, 1958
  - у 28-матчевому сезоні: 14 — Анатолій Майоров, 1959
  - у 26-матчевому сезоні: 6 — Володимир Іщенко, 1940
  - у 24-матчевому сезоні: 7 — Григорій Колбанов, 1947
  - у 22-матчевому сезоні: 10 — Григорій Кушніренко, Юзеф Сосицький, 1939
  - у 14-матчевому сезоні: Дані не збереглися, 1948
  - у 10-матчевому сезоні: 3 — Олександр Сердюк, 1937
- Найбільша кількість голів у сезоні в чемпіонаті України:
  - у 46-матчевому сезоні: 15 — Євген Сонін, 1996/97
  - у 42-матчевому сезоні: 22 — Геннадій Скідан, 1997/98
  - у 38-матчевому сезоні: 15 — Руслан Забранський, 1993/94
  - у 36-матчевому сезоні: 8 — Сергій Потапов, 2006/07
  - у 35-матчевому сезоні: 7 — Дмитро Бровкін, 2011/12
  - у 34-матчевому сезоні: 13 — Володимир Скрипка, 2001/02
  - у 32-матчевому сезоні: 4 — Дмитро Булах, 2008/09
  - у 30-матчевому сезоні: 4 — Сергій Онопко, 1998/99
  - у 28-матчевому сезоні: 10 — Дмитро Зайко, 2005/06
  - у 22-матчевому сезоні: 7 — Олексій Родевич, Ігор Бездольний, 2010/11
  - у 20-матчевому сезоні: 8 — Юрій Скороход, 2009/10
  - у 18-матчевому сезоні: 4 — Юрій Горячев, 1992

#### Гравці з найбільшою кількістю голів
У таблиці показані тільки офіційні матчі.
| №  | Ім'я               | Період    | Усього | Чемпіонат | Чемпіонат | Кубок | Кубок   |
| №  | Ім'я               | Період    | Усього | СРСР      | Україна   | СРСР  | Україна |
| -- | ------------------ | --------- | ------ | --------- | --------- | ----- | ------- |
| 1  | Євген Дерев'яга    | 1967—1979 | 126    | 124       | —         | 2     | —       |
| 2  | Юрій Смагін        | 1979—1991 | 106    | 105       | —         | 1     | —       |
| 3  | Руслан Забранський | 1992—2003 | 75     | —         | 69        | —     | 6       |
| 4  | Юрій Горячев       | 1988—1993 | 67     | 60        | 5         | —     | 2       |
| 5  | Валерій Машнін     | 1979—1992 | 61     | 59        | 0         | 2     | 0       |
| 6  | Валерій Сілецький  | 1965—1973 | 57     | 57        | —         | 0     | —       |
| 7  | Євген Сатаєв       | 1970—1973 | 49     | 48        | —         | 1     | —       |
| 8  | Євген Даннекер     | 1966—1975 | 48     | 47        | —         | 1     | —       |
| 9  | Віктор Журавльов   | 1958—1962 | 46     | 46        | —         | 0     | —       |
| 10 | Сергій Грозов      | 1985—1992 | 43     | 37        | 4         | 0     | 2       |

#### Найкращі бомбардири чемпіонату
| № | Сезон   | Ім'я            | Голи | *     |
| - | ------- | --------------- | ---- | ----- |
| 1 | 1979    | Євген Дерев'яга | 20   |       |
| 2 | 1990    | Сергій Морозов  | 20   | [ 2 ] |
| 3 | 1997/98 | Геннадій Скідан | 22   | [ 3 ] |

#### Список гравців, які забивали чотири м'ячі в одній грі
| № | Дата       | Країна | Игрок              | Гравець                 | Поле | Турнір | Хвилини        | Рахунок | *    |
| - | ---------- | ------ | ------------------ | ----------------------- | ---- | ------ | -------------- | ------- | ---- |
| 1 | 05.07.1968 | URS    | Іраклій Петров     | «Текстильник» (Іваново) | Д    | ЧСРСР  | н/д            | 5:2     | :337 |
| 2 | 06.08.1989 | URS    | Юрій Горячев       | «Зірка» (Кропивницький) | Д    | ЧСРСР  | 51, 54, 58, 77 | 5:0     | :419 |
| 3 | 14.09.1993 | UKR    | Руслан Забранський | «Хімік» (Житомир)       | Д    | ЧУ     | 18, 29, 73, 88 | 7:1     |      |

#### Список гравців, які забивали три м'ячі в одній грі
У таблиці показані тільки офіційні матчі.
| №  | Дата       | Країна | Гравець               | Суперник                           | Поле | Турнір | Хвилини     | Рахунок | *     |
| -- | ---------- | ------ | --------------------- | ---------------------------------- | ---- | ------ | ----------- | ------- | ----- |
| 1  | 17.08.1939 | URS    | Григорій Кушніренко   | «Харчовик» (Москва)                | Д    | ЧСРСР  | н/д, 90     | 3:3     | :220  |
| 2  | 23.08.1949 | URS    | Іван Воробйов         | ОБО (Львів)                        | Г    | ЧСРСР  | н/д         | 4:0     | :258  |
| 3  | 14.05.1950 | URS    | Іван Воробйов         | «Локомотив» (Запоріжжя)            | Д    | ЧУРСР  | 8, 48, 68   | 4:0     | :261  |
| 4  | 06.08.1950 | URS    | Іван Воробйов         | «Спартак» (Херсон)                 | Д    | ЧУРСР  | 18, 52, 74  | 5:0     | :261  |
| 5  | 26.08.1956 | URS    | Василь Михайличенко   | «Авангард» (Севастополь)           | Д    | ЧУРСР  | н/д         | 5:1     | :280  |
| 6  | 13.10.1957 | URS    | Василь Михайличенко   | «Харчовик» (Одеса)                 | Д    | ЧСРСР  | 43, 57, 67  | 4:2     | :287  |
| 7  | 18.10.1959 | URS    | Віктор Журавльов      | Локомотив (Бендери)                | Д    | ЧСРСР  | н/д         | 7:1     | :299  |
| 8  | 15.04.1961 | URS    | Юрій Юзефович         | «Полісся» (Житомир)                | Д    | ЧСРСР  | н/д         | 3:0     | :309  |
| 9  | 09.10.1967 | URS    | Іраклій Петров        | «Локомотив» (Калуга)               | Д    | ЧСРСР  | 8, 58, 69   | 6:0     | :334  |
| 10 | 27.06.1968 | URS    | Іраклій Петров        | «Зірка» (Рязань)                   | Д    | ЧСРСР  | 44, 48, 64  | 3:1     | :337  |
| 11 | 26.07.1968 | URS    | Іраклій Петров        | «Таврія» (Сімферополь)             | Д    | ЧСРСР  | 24, 80, 86  | 3:0     | :337  |
| 12 | 10.05.1969 | URS    | Валерій Журавко       | «Азовець» (Жданов)                 | Д    | ЧСРСР  | 69, 78, 88  | 5:0     | :343  |
| 13 | 29.08.1971 | URS    | Євген Сатаєв          | СКА (Одеса)                        | Д    | ЧСРСР  | 1, 60, 86   | 3:1     | :352  |
| 14 | 06.06.1975 | URS    | Євген Дерев'яга       | Локомотив (Херсон)                 | Д    | ЧСРСР  | 32, 34, 46  | 5:1     | :367  |
| 15 | 07.09.1978 | URS    | Євген Дерев'яга       | «Азовець» (Жданов)                 | Д    | ЧСРСР  | н/д         | 8:0     | :378  |
| 16 | 07.09.1978 | URS    | Іван Шопа             | «Азовець» (Жданов)                 | Д    | ЧСРСР  | 21, 32, н/д | 8:0     | :378  |
| 17 | 01.06.1981 | URS    | Федір Варваренко      | «Металург» (Дніпродзержинськ)      | Д    | ЧСРСР  | 17, 35, 68  | 3:0     | :390  |
| 18 | 28.04.1985 | URS    | Юрій Смагін           | «Поділля» (Хмельницький)           | Д    | ЧСРСР  | 24, 33, 60  | 6:2     | :405  |
| 19 | 15.04.1987 | URS    | Юрій Смагін           | «Кривбас» (Кривий Ріг)             | Д    | ЧСРСР  | 20, 51, 55  | 3:1     | :411  |
| 20 | 07.05.1990 | URS    | Сергій Морозов        | «Шахтар» (Павлоград)               | Д    | ЧСРСР  | 65, 73, 84  | 3:0     | :424  |
| 21 | 09.09.1991 | URS    | Юрій Горячев          | «Геязань» (Казах)                  | Д    | ЧСРСР  | 11, 35, 60  | 4:1     | :431  |
| 22 | 30.03.1993 | UKR    | Сергій Полстянов      | «Шахтар» (Павлоград)               | Д    | ЧУ     | 27, 43, 87  | 4:0     |       |
| 23 | 13.04.1993 | UKR    | Руслан Забранський    | «Артанія» (Очаків)                 | Д    | ЧУ     | 40, 45, 51  | 6:0     |       |
| 24 | 01.08.1993 | UKR    | Ігор Задворний        | «Благо» (Благоєве)                 | Г    | КУ     | 48, 65, 89  | 5:0     |       |
| 25 | 01.09.1994 | UKR    | Володимир Пономаренко | «Дністровець» (Біл.-Дністровський) | Г    | КУ     | 25, 70, 80  | 4:0     |       |
| 26 | 24.05.1995 | UKR    | Руслан Забранський    | «Таврія» (Сімферополь)             | Д    | ЧУ     | 27, 86, 89  | 4:2     |       |
| 27 | 26.09.1996 | UKR    | Євген Сонін           | ЦСКА-2 (Київ)                      | Д    | ЧУ     | 43, 47, 71  | 4:0     |       |
| 28 | 02.11.1996 | UKR    | Євген Сонін           | «Верховина» (Ужгород)              | Д    | ЧУ     | 49, 54, 74  | 4:0     |       |
| 29 | 13.09.1996 | UKR    | Андрій Гузенко        | «Металург» (Нікополь)              | Г    | ЧУ     | 18, 24, 61  | 3:1     |       |
| 30 | 14.03.1997 | UKR    | Володимир Пономаренко | «Хімік» (Житомир)                  | Д    | ЧУ     | 20, 37, 73  | 3:0     |       |
| 31 | 19.08.1997 | UKR    | Талят Шейхаметов      | «Зоря» (Луганськ)                  | Д    | ЧУ     | 33, 46, 47  | 5:0     |       |
| 32 | 11.06.1998 | UKR    | Руслан Забранський    | «Авангард-Індустрія» (Ровеньки)    | Г    | ЧУ     | 16, 29, 81  | 4:1     |       |
| 33 | 26.08.2001 | UKR    | Володимир Скрипка     | «Карпати-2» (Львів)                | Д    | ЧУ     | 38, 55, 64  | 3:1     |       |
| 34 | 27.05.2017 | UKR    | Віктор Берко          | «Колос» (Ковалівка)                | Г    | ЧУ     | 36, 46, 53  | 3:5     | [ 5 ] |
| 35 | 19.05.2019 | UKR    | Артем Радченко        | «Суми»                             | Г    | ЧУ     | 18, 44, 67  | 8:0     | [ 6 ] |
| 36 | 14.09.2019 | UKR    | Сергій Кравченко      | Кремінь                            | Г    | ЧУ     | 19, 22, 44  | 6:2     | [ 7 ] |
|    | 29.07.2020 | UKR    | Вадим Яворський       | «Металіст 1925»                    | Д    | ЧУ     | 16, 48, 70  | 3:2     | [ 8 ] |

### Інші рекорди
- Перший футболіст, який забив 100 м'ячів у другій лізі чемпіонату СРСР: 26 вересня 1979 року — Євген Дерев'яга[9].
- Найшвидший гол команди в чемпіонатах України: 20 секунда, Олексій Дерипапа — проти «Чорноморець» (Одеса), 10 вересня 2000 року.

## Досягнення гравців

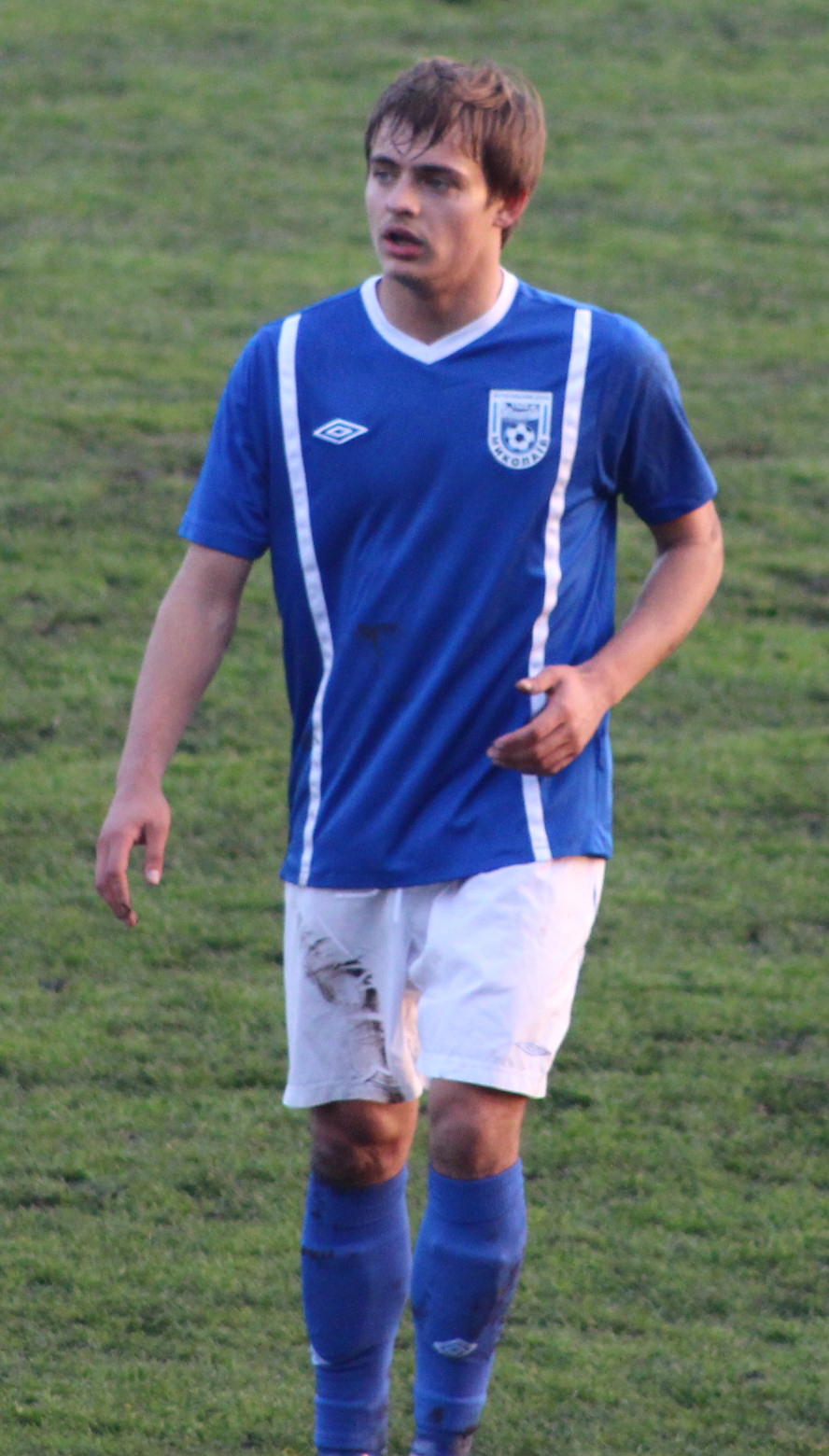
Артем Чорній — увійшов до збірної сезону 2012/13 першої ліги

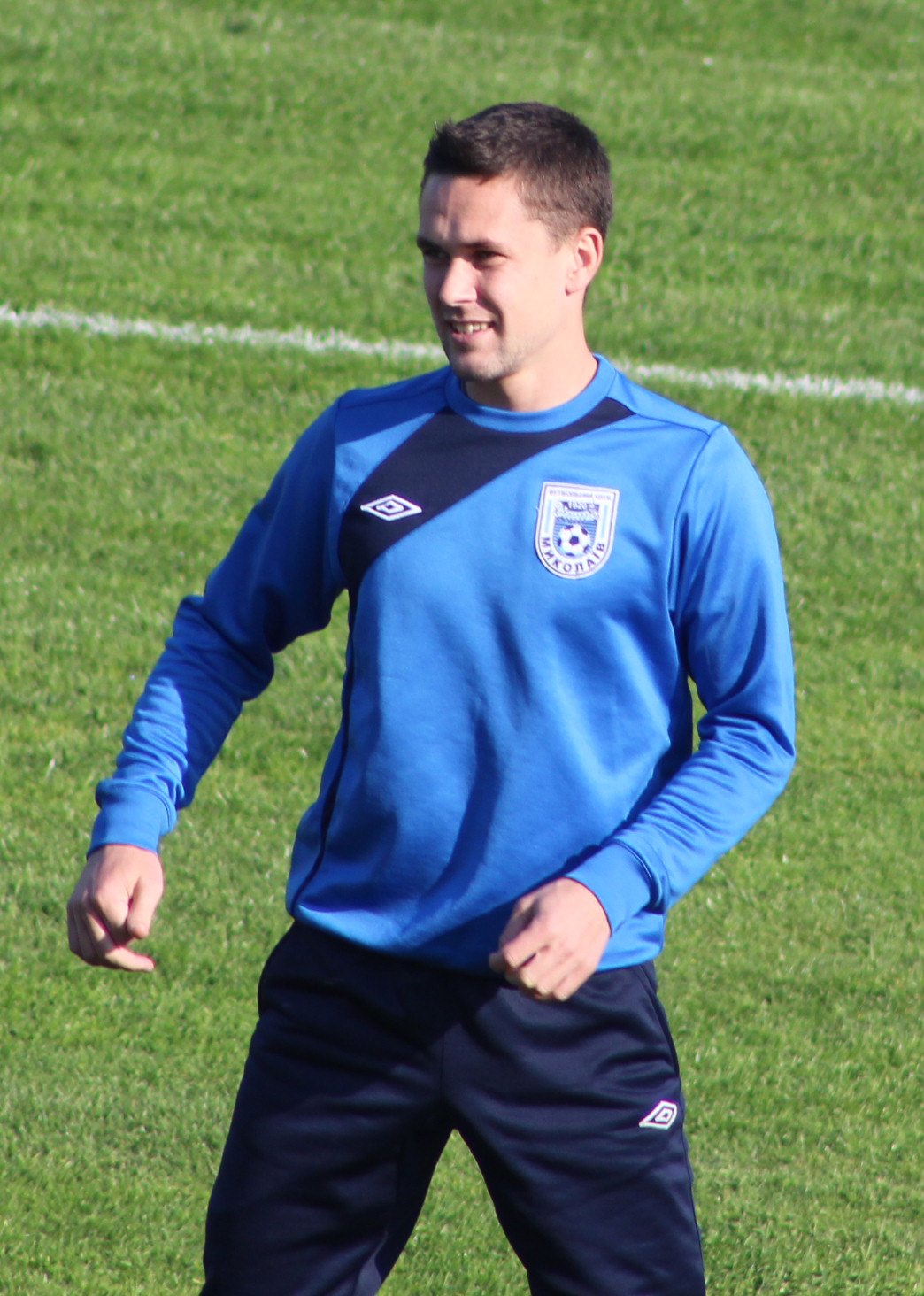
Антон Голенков — увійшов до збірної сезону 2012/13 першої ліги

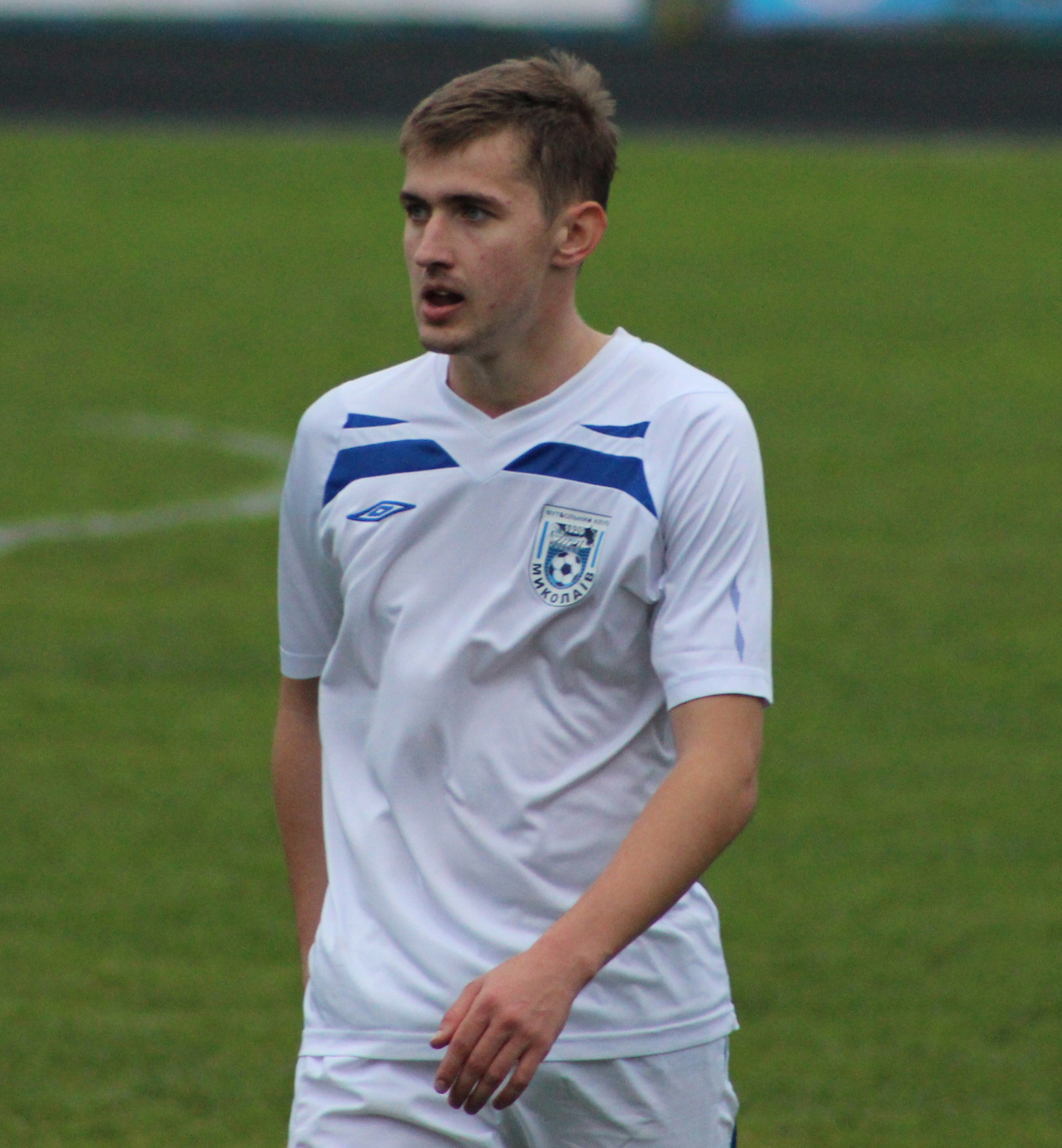
Віктор Берко — увійшов до збірної U-21 сезону 2012/13 першої ліги

### Список найкращих гравців УРСР
- До числа «33 найкращих футболістів УРСР» включалися:
  - Анатолій Норов — № 1 (1960, 1961)
  - Юрій Юзефович — № 1 (1960)
  - Олександр Кімалов — № 3 (1968)

### Список найкращих гравців другої ліги
- У число «22 найкращих футболістів другої ліги» включалися:
  - Віктор Турпак — № 1 (1974)
  - Юрій Бойко — № 1 (1974)
  - Олександр Авер'янов — № 1 (1974)
  - Володимир Булгаков — № 1 (1974)
  - Євген Дерев'яга — № 1 (1975)
  - Віктор Писаков — № 1 (1984)
  - Святослав Петренко — № 1 (1984)
  - Юрій Смагін — № 1 (1984, 1985)
  - Олег Сич — № 1 (1985)
  - Валерій Машнін — № 1 (1985, 1990)
  - Микола Тимофєєв — № 1 (1990)
  - Сергій Морозов — № 1 (1990)

### Збірна сезону
- У збірну сезону першої ліги за версією Football.ua включалися:
  - Олег Чуваєв — № 1 (2012/13)[10]
  - Артем Чорній — № 1 (2012/13)[10]
  - Антон Голенков — № 3 (2012/13)[10]
- У збірну сезону першої ліги U-21 за версією Football.ua включалися:
  - Віктор Берко — № 1 (2012/13)[11]
- У збірну року першої ліги U-19 за версією ПФЛ включалися:
  - Валерій Восконян — № 1 (2013)[12][13]
  - Роман Попов — № 2 (2013)[13]

### Найкращі гравці сзону
- Найкращий гравець сезону (версія газети «Николаевские новости [Архівовано 10 липня 2009 у Wayback Machine.]»):
  - 2008/09 — Олександр Лавренцов, Дмитро Кривий[14]

  - 2009/10 — Юрій Скороход[15]

  - 2010/11 — Ігор Бездольний[16]

  - 2011/12 — Дмитро Бровкін, Станіслав Гудзікевич, Євген Лисицин[17]

  - 2012/13 — Антон Голенков[18]

  - 2013/14 — Михайло Сергійчук[19]

## Індивідуальні рекорди тренерів
- Тренер, який виграв перший трофей: Федір Кондратенко, бронза чемпіонату УРСР, 1938 рік
- Найтриваліша тренерська кар'єра: 4,5 роки (268 офіційні матчі) — Іван Балан (1986, з 1989 по 1992)
- Найбільша кількість трофеїв: 3 — Євген Лемешко

## Досягнення
- Звання «Заслужений тренер УРСР» за роботу з командою були удостоєні:
  - Юрій Войнов — 1968
  - Яків Борисов — 1968
  - Євген Лемешко — 1974

## Командні рекорди: матчі

### Перші матчі
- Первый матч в истории:

1920, МСК (Миколаїв) — «Наваль», 13:0
- Перший міжнародний матч в історії:

15 липня 1957, «Авангард» — «Сталь» (Сосновець), 0:3
- Перший матч у чемпіонаті СРСР:

6 серпня 1937, «Суднобудівник» — «Металург» (Сталінград), 0:1
- Перший гол у чемпіонаті СРСР:

24 серпня 1937, «Спартак» (Іваново) — «Суднобудівник», 4:1 (Олександр Сердюк, н/д)
- Перший домашній матч у чемпіонаті СРСР:

6 серпня 1937, «Суднобудівник» — «Металург» (Сталінград), 0:1
- Перша перемога в чемпіонаті СРСР:

18 вересня 1937, «Суднобудівник» — «Динамо» (Воронеж), 2:1
- Перший матч у Кубку СРСР:

18 липня 1936, «Завод ім. Марті» — «Спартак» (Київ), 3:0
- Перший домашній матч у Кубку СРСР:

18 липня 1936, «Завод ім. Марті» — «Спартак» (Київ), 3:0
- Перший матч у чемпіонаті України:

6 березня 1992, «Евіс» — «Темп» (Шепетівка), 1:0
- Перший гол у чемпіонаті України:

6 березня 1992, «Евіс» — «Темп» (Шепетівка), 1:0 (Михайло Павлов, 14')
- Перший домашній матч у чемпіонаті України:

6 березня 1992, «Евіс» — «Темп» (Шепетівка), 1:0
- Перша перемога в чемпіонаті України:

6 березня 1992, «Евіс» — «Темп» (Шепетівка), 1:0
- Перший матч у Кубку України:

16 лютого 1992, СКА (Одеса) — «Евіс», 1:1 (пен. 5:4)
- Перший домашній матч у Кубку України:

7 серпня 1992, «Евіс» — «Меліоратор» (Каховка), 2:0

### Ювілейні матчі
- 100-ий матч у чемпіонаті СРСР:

29 липня 1947, «Спартак» (Херсон) — «Суднобудівник», 1:1
- 500-й матч у чемпіонаті СРСР:

10 жовтня 1966, «Волга» (Горький) — «Суднобудівник», 0:0
- 1000-ий матч у чемпіонаті СРСР:

19 вересня 1978, «Спартак» (Житомир) — «Суднобудівник», 0:0
- 1500-ий матч у чемпіонаті СРСР:

14 вересня 1989, «Океан» (Керч) — «Суднобудівник», 0:2
- 100-й матч в чемпионате Украины:

22 липня 1994, «Металург» (Запоріжжя) — «Евіс», 4:1
- 500-ий матч у чемпіонаті України:

29 жовтня 2005, «Миколаїв» — «Кривбас-2» (Кривий Ріг), 3:1

### Матчеві серії
Представлені дані по матчевих серіях в першій лізі чемпіонату СРСР (1937, 1939, 1940, 1946—1948, 1957—1962, 1966—1970)
- Домашня: 11 матчів — 1939—1940
- Домашня в одному сезоні: 9 матчів — 1940
- Виїзна: 13 матчів — 1940
- Переможна: 5 матчів — 1969
- Переможна домашня: 6 матчів — 1969
- Переможна виїзна: 3 матчі — 1968
- Без перемог: 21 матч — 1946—1947
- Без перемог домашня: 10 матчів — 1947—1948—1957
- Без перемог виїзна: 18 матчів — 1947—1948—1957
- Ніийна: 6 матчів — двічі: 1966 та 1967
- Нічийна домашня: 3 матчі — тричі: 1939, 1967 (двічі), 1970
- Нічийна виїзна: 6 матчів — 1967
- Програшна: 9 матчів — 1946
- Програшна домашня: 5 матчів — 1946
- Програшна виїзна: 9 матчів — 1946
- Безпрограшна: 22 матчі — 1967—1968
- Безпрограшна в одному сезоні: 18 матчів — 1968
- Безпрограшна домашня: 39 матчів — 1967—1968—1969
- Безпрограшна домашня в одному сезоні: 21 матч — 1968 (усі домашні матчу сезону)
- Безпрограшна виїзна: 8 матчів — 1968
- Забивна: 19 матчів — 1939—1940
- Забивна домашня: 17 матчів — 1937—1939—1940
- Забивна домашня в одному сезоні: 11 матчів — тричі: 1939, 1947, 1959
- Забивна виїзна: 9 матчів — 1946—1947
- Забивна виїзна в одному сезоні: 7 матчів — двічі: 1939, 1946
- Незабивні: 5 матчів — 1946
- Незабивна домашня: 5 матчів — 1946
- Незабивна виїзна: 4 матчі — 1940, 1961, 1967
- Пропущених м'ячів: 19 матчів (з урахуванням двох технічних поразок) — 1946
- Пропущених м'ячів вдома: 9 матчів — двічі: 1939—1940, 1946
- Пропущених м'ячів на виїзді: 37 матчів — 1940—1946—1947—1948—1957
- Пропущених м'ячів на виїзді в одному сезоні: 13 матчів — 1961
- Програшна з великим рахунком: 2 матчі — 5 раз: 1946, 1947, 1948, 1960, 1970
- Без перемог з великим рахунком: 57 матчів — 1937—1939—1940—1957
- Без перемог з великим рахунком домашня: 32 матчі — 1947—1948—1957—1958
- Без перемог з великим рахунком виїзна: 102 матчі — 1960—1961—1962—1966—1967—1968
- Без поразок з великим рахунком: 55 матчів — 1967—1968
- Без поразок з великим рахунком у одному сезоні: 31 матч — 1960
- Без поразок з великим рахунком домашня: 129 матчів — 1961—1962—1966—1967—1968—1969—1970
- Без поразок з великим рахунком виїзна: 28 матчів — 1967—1968
- Без поразок з великим рахунком виїзна в одному сезоні: 15 матчів — тричі: 1958, 1960, 1967

## Командні рекорди: перемоги, нічиї та поразки

### Рекордні перемоги

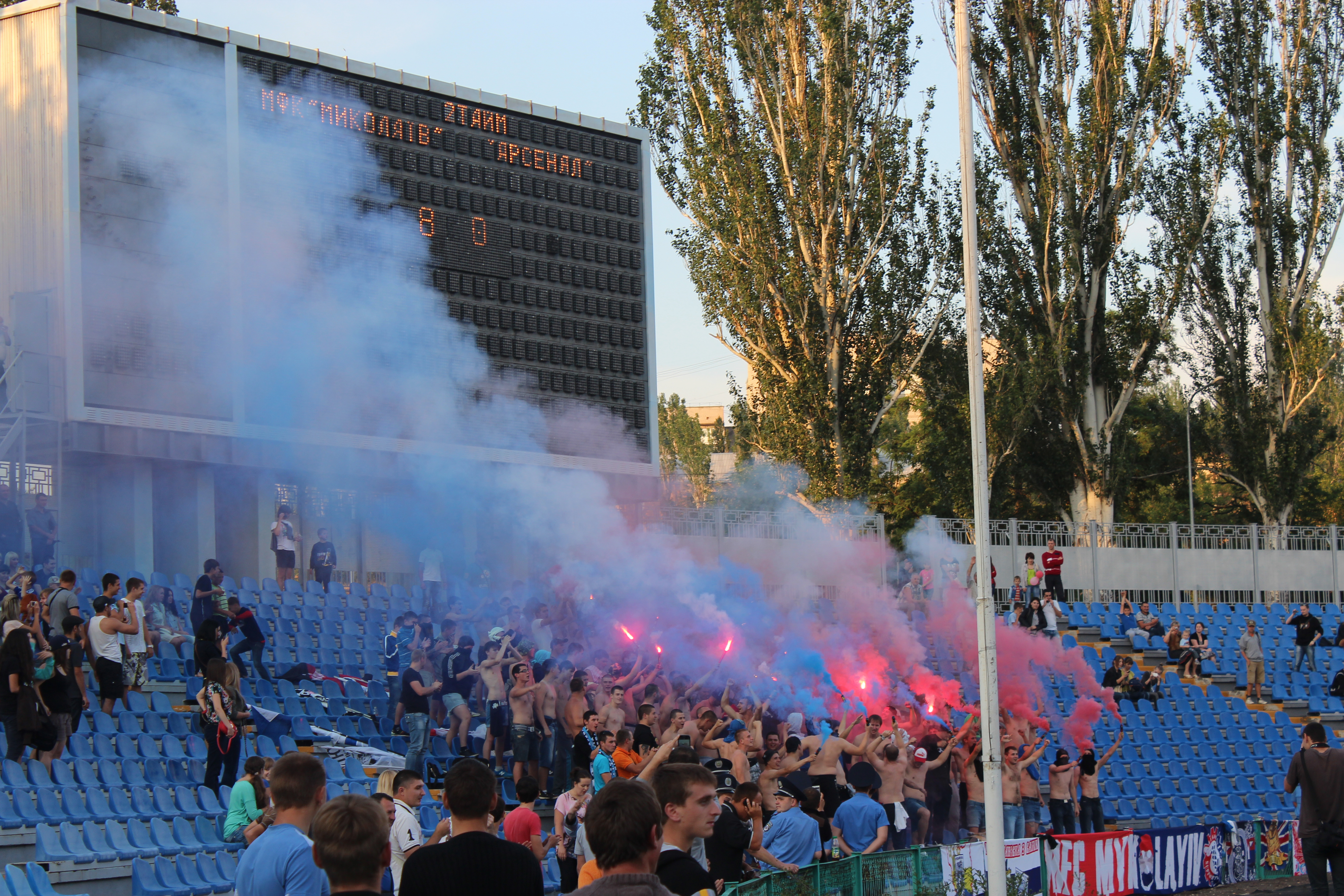
Ультрас МФК «Миколаїв» святкує перемогу над «Арсеналом» (Біла Церква) з рекордним рахунком 8:0

- Найбільша перемога в усіх змаганнях:
  - 8:0 — проти «Новатор» Жданов, Чемпіонат СРСР, 7 вересня 1978[21]
  - 8:0 — проти «Арсеналу» (Біла Церква), 7 червня 2013[22]
- Найбільша перемога в чемпіонаті СРСР:
  - 8:0 — проти «Новатора» (Жданов), 7 вересня 1978
  - 7:0 — проти «Дніпра» (Кременчук), 22 вересня 1963
  - 7:1 — проти «Локомотива» (Бендери), 18 жовтня 1959
  - 7:1 — проти «Океана» (Керч), 14 вересня 1985
- Найбільша перемога в чемпіонаті України:
  - 8:0 — проти «Арсенала» (Біла Церква), 7 червня 2013
  - 7:1 — проти «Хімік» (Житомир), 14 вересня 1993
  - 7:1 — проти «Хіміка» (Сєвєродонецьк), 30 липня 1997
  - 7:1 — проти ФК «Тернопіль», 21 травня 2017[23]
  - 6:0 — проти «Артанії» (Очаків), 13 квітня 1993
  - 6:0 — проти «Десни» (Чернігів), 17 вересня 1993
  - 6:0 — проти «Металург» (Нікополь), 3 травня 1998
- Найбільша перемога в Кубку СРСР:
  - 7:0 — проти «Сталь» (Кривий Ріг), 12 травня 1938[24]
- Найбільша перемога в Кубку України:
  - 5:0 — проти «Благо» (Благоєве), 1 серпня 1993

### Рекордні поразки
- Найбільші поразки в чемпіонаті СРСР:
  - 0:10 — проти ОБО (Київ), 10 червня 1947
- Найбільша поразка в чемпіонаті України:
  - 0:7 — проти «Шахтаря» (Донецьк), 11 липня 1998
- Найбільша перемога в Кубку СРСР:
  - 0:4 — проти «Локомотива» (Москва), 24 травня 1937[25]
- Найбільша поразка в Кубку України:
  - 0:6 — проти «Динамо» (Київ), 23 серпня 2003

### Кількість у сезоні
Найбільша кількість перемог, нічиїх і поразок в сезоні в чемпіонаті СРСР:
| Тривалість сезона | Перемоги  | Перемоги   | Нічиї     | Нічиї      | Поразки   | Поразки    |
| Тривалість сезона | Кількість | Сезон      | Кількість | Сезон      | Кількість | Сезон      |
| ----------------- | --------- | ---------- | --------- | ---------- | --------- | ---------- |
| 52-матчевий сезон | 17        | 1987       | 16        | 1989       | 25        | 1987       |
| 50-матчевий сезон | 30        | 1971       | 11        | 1971       | 25        | 1983       |
| 46-матчевий сезон | 18        | 1979       | 13        | 1979       | 18        | 1982       |
| 44-матчевий сезон | 23        | 1973       | 17        | 1972       | 17        | 1978       |
| 43-матчевий сезон | 24        | 1968       | 18        | 1974       | 5         | 1974       |
| 42-матчевий сезон | 19        | 1965       | 14        | 1965, 1970 | 19        | 1991       |
| 40-матчевий сезон | 21        | 1985       | 13        | 1963, 1986 | 16        | 1963       |
| 38-матчевий сезон | 16        | 1976       | 20        | 1967       | 10        | 1967, 1976 |
| 36-матчевий сезон | 24        | 1990       | 10        | 1961       | 13        | 1961       |
| 34-матчевий сезон | 12        | 1949, 1962 | 14        | 1966       | 17        | 1957       |
| 32-матчевий сезон | 13        | 1975       | 9         | 1975       | 10        | 1975       |
| 30-матчевий сезон | 15        | 1958       | 10        | 1958       | 5         | 1958       |
| 28-матчевий сезон | 14        | 1959       | 9         | 1959       | 5         | 1959       |
| 26-матчевий сезон | 9         | 1940       | 8         | 1940       | 9         | 1940       |
| 24-матчевий сезон | 7         | 1947       | 5         | 1947       | 20        | 1946       |
| 22-матчевий сезон | 9         | 1939       | 7         | 1939       | 6         | 1939       |
| 14-матчевий сезон | 0         | 1948       | 3         | 1948       | 11        | 1948       |
| 10-матчевый сезон | 3         | 1937       | 2         | 1937       | 5         | 1937       |

Найменша кількість перемог, нічиїх і поразок в сезоні в чемпіонаті СРСР:
| Тривалість сезону | Перемоги  | Перемоги | Нічиї     | Нічиї      | Поразки   | Поразки    |
| Тривалість сезону | Кількість | Сезон    | Кількість | Сезон      | Кількість | Сезон      |
| ----------------- | --------- | -------- | --------- | ---------- | --------- | ---------- |
| 52-матчевий сезон | 15        | 1989     | 10        | 1987       | 21        | 1989       |
| 50-матчевий сезон | 15        | 1983     | 10        | 1983, 1988 | 9         | 1971       |
| 46-матчевий сезон | 16        | 1982     | 12        | 1982       | 15        | 1979       |
| 44-матчевий сезон | 11        | 1978     | 6         | 1973       | 8         | 1973       |
| 43-матчевий сезон | 20        | 1974     | 15        | 1968       | 4         | 1968       |
| 42-матчевий сезон | 14        | 1969     | 8         | 1991       | 9         | 1965       |
| 40-матчевий сезон | 11        | 1963     | 10        | 1985       | 9         | 1985       |
| 38-матчевий сезон | 8         | 1967     | 12        | 1976       | 10        | 1967, 1976 |
| 36-матчевий сезон | 13        | 1961     | 5         | 1990       | 6         | 1960       |
| 34-матчевий сезон | 8         | 1966     | 7         | 1957       | 9         | 1949       |
| 32-матчевий сезон | 13        | 1975     | 9         | 1975       | 10        | 1975       |
| 30-матчевий сезон | 15        | 1958     | 10        | 1958       | 5         | 1958       |
| 28-матчевий сезон | 14        | 1959     | 9         | 1959       | 5         | 1959       |
| 26-матчевий сезон | 9         | 1940     | 8         | 1940       | 9         | 1940       |
| 24-матчевий сезон | 1         | 1946     | 3         | 1946       | 12        | 1947       |
| 22-матчевий сезон | 9         | 1939     | 7         | 1939       | 6         | 1939       |
| 14-матчевий сезон | 0         | 1948     | 3         | 1948       | 11        | 1948       |
| 10-матчевий сезон | 3         | 1937     | 2         | 1937       | 5         | 1937       |

Найбільша кількість перемог, нічиїх і поразок в сезоні в чемпіонаті України:
| Тривалість сезону | Перемоги  | Перемоги | Нічиї     | Нічиї   | Поразки   | Поразки |
| Тривалість сезону | Кількість | Сезон    | Кількість | Сезон   | Кількість | Сезон   |
| ----------------- | --------- | -------- | --------- | ------- | --------- | ------- |
| 46-матчевий сезон | 21        | 1996/97  | 12        | 1996/97 | 13        | 1996/97 |
| 42-матчевий сезон | 31        | 1997/98  | 11        | 1992/93 | 13        | 1992/93 |
| 38-матчевий сезон | 25        | 1993/94  | 13        | 2007/08 | 12        | 2007/08 |
| 36-матчевий сезон | 12        | 2006/07  | 10        | 2006/07 | 14        | 2006/07 |
| 35-матчевий сезон | 10        | 2011/12  | 4         | 2011/12 | 21        | 2011/12 |
| 34-матчевий сезон | 17        | 2000/01  | 10        | 2001/02 | 19        | 2004/05 |
| 32-матчевий сезон | 11        | 2008/09  | 10        | 2008/09 | 11        | 2008/09 |
| 30-матчевий сезон | 2         | 1998/99  | 6         | 1998/99 | 22        | 1998/99 |
| 28-матчевий сезон | 22        | 2005/06  | 3         | 2005/06 | 3         | 2005/06 |
| 22-матчевий сезон | 15        | 2010/11  | 3         | 2010/11 | 4         | 2010/11 |
| 20-матчевий сезон | 11        | 2009/10  | 6         | 2009/10 | 3         | 2009/10 |
| 18-матчевий сезон | 3         | 1992     | 4         | 1992    | 11        | 1992    |

Найменша кількість перемог, нічиїх і поразок в сезоні в чемпіонаті України:
| Тривалість зезону | Перемоги   | Перемоги | Нічиї      | Нічиї   | Поразки    | Поразки          |
| Тривалість зезону | Количество | Сезон    | Количество | Сезон   | Количество | Сезон            |
| ----------------- | ---------- | -------- | ---------- | ------- | ---------- | ---------------- |
| 46-матчевий сезон | 21         | 1996/97  | 12         | 1996/97 | 13         | 1996/97          |
| 42-матчевий сезон | 18         | 1992/93  | 5          | 1997/98 | 6          | 1997/98          |
| 38-матчевий сезон | 13         | 2007/08  | 6          | 1993/94 | 7          | 1993/94          |
| 36-матчевий сезон | 12         | 2006/07  | 10         | 2006/07 | 14         | 2006/07          |
| 35-матчевий сезон | 10         | 2011/12  | 4          | 2011/12 | 21         | 2011/12          |
| 34-матчевий сезон | 8          | 2004/05  | 5          | 1994/95 | 9          | 2000/01, 2012/13 |
| 32-матчевий сезон | 11         | 2008/09  | 10         | 2008/09 | 11         | 2008/09          |
| 30-матчевий сезон | 2          | 1998/99  | 6          | 1998/99 | 22         | 1998/99          |
| 28-матчевий сезон | 22         | 2005/06  | 3          | 2005/06 | 3          | 2005/06          |
| 22-матчевий сезон | 15         | 2010/11  | 3          | 2010/11 | 4          | 2010/11          |
| 20-матчевий сезон | 11         | 2009/10  | 6          | 2009/10 | 3          | 2009/10          |
| 18-матчевий сезон | 3          | 1992     | 4          | 1992    | 11         | 1992             |

## Командні рекорди: голи і різниця м'ячів
Найбільша кількість забитих і пропущених м'ячів, а також різниця м'ячів в сезоні в чемпіонаті СРСР:
| Тривалість сезону | Забиті    | Забиті | Пропущені | Пропущені | Різниця м'ячів | Різниця м'ячів |
| Тривалість сезону | Кількість | Сезон  | Кількість | Сезон     | Кількість      | Сезон          |
| ----------------- | --------- | ------ | --------- | --------- | -------------- | -------------- |
| 52-матчевий сезон | 60        | 1989   | 66        | 1989      | −6             | 1989           |
| 50-матчевий сезон | 69        | 1971   | 77        | 1983      | +73            | 1971           |
| 46-матчевий сезон | 56        | 1982   | 48        | 1982      | +8             | 1982           |
| 44-матчевий сезон | 69        | 1973   | 52        | 1977      | +34            | 1973           |
| 43-матчевий сезон | 54        | 1968   | 28        | 1968      | +27            | 1974           |
| 42-матчевий сезон | 61        | 1991   | 55        | 1991      | +13            | 1965           |
| 40-матчевий сезон | 74        | 1985   | 45        | 1963      | +37            | 1985           |
| 38-матчевий сезон | 43        | 1976   | 32        | 1976      | +11            | 1976           |
| 36-матчевий сезон | 60        | 1990   | 52        | 1961      | +29            | 1984, 1990     |
| 34-матчевий сезон | 50        | 1957   | 62        | 1957      | +4             | 1949           |
| 32-матчевий сезон | 39        | 1975   | 31        | 1975      | +8             | 1975           |
| 30-матчевий сезон | 40        | 1958   | 26        | 1958      | +14            | 1958           |
| 28-матчевий сезон | 52        | 1959   | 28        | 1959      | +24            | 1959           |
| 26-матчевий сезон | 25        | 1940   | 31        | 1940      | +26            | 1940           |
| 24-матчевий сезон | 35        | 1947   | 58        | 1946      | −18            | 1947           |
| 22-матчевий сезон | 40        | 1939   | 38        | 1939      | +2             | 1939           |
| 14-матчевий сезон | 8         | 1948   | 31        | 1948      | −23            | 1948           |
| 10-матчевий сезон | 9         | 1937   | 14        | 1937      | −5             | 1937           |

Найменші кількість забитих і пропущених м'zxsd, а також різниця м'ячів e сезоні у чемпіонаті СРСР:
| Тривалість сезону | Забиті    | Забиті | Пропущені | Пропущені | Різниця м'ячів | Різниця м'ячів |
| Тривалість сезону | Кількість | Сезон  | Кількість | Сезон     | Кількість      | Сезон          |
| ----------------- | --------- | ------ | --------- | --------- | -------------- | -------------- |
| 52-матчевий сезон | 52        | 1987   | 65        | 1987      | −13            | 1987           |
| 50-матчевий сезон | 49        | 1983   | 32        | 1971      | −28            | 1983           |
| 46-матчевий сезон | 48        | 1979   | 47        | 1979      | +1             | 1979           |
| 44-матчевий сезон | 38        | 1978   | 25        | 1972      | −8             | 1978           |
| 43-матчевий сезон | 51        | 1974   | 24        | 1974      | +26            | 1968           |
| 42-матчевий сезон | 38        | 1969   | 35        | 1969      | +3             | 1969           |
| 40-матчевий сезон | 34        | 1963   | 35        | 1964      | −11            | 1963           |
| 38-матчевий сезон | 31        | 1967   | 30        | 1967      | +1             | 1967           |
| 36-матчевий сезон | 51        | 1984   | 22        | 1984      | +1             | 1961           |
| 34-матчевий сезон | 27        | 1966   | 31        | 1966      | −12            | 1957           |
| 32-матчевий сезон | 39        | 1975   | 31        | 1975      | +8             | 1975           |
| 30-матчевий сезон | 40        | 1958   | 26        | 1958      | +14            | 1958           |
| 28-матчевий сезон | 52        | 1959   | 28        | 1959      | +24            | 1959           |
| 26-матчевий сезон | 25        | 1940   | 31        | 1940      | +26            | 1940           |
| 24-матчевий сезон | 15        | 1946   | 53        | 1947      | −43            | 1946           |
| 22-матчевий сезон | 40        | 1939   | 38        | 1939      | +2             | 1939           |
| 14-матчевий сезон | 8         | 1948   | 31        | 1948      | −23            | 1948           |
| 10-матчевий сезон | 9         | 1937   | 14        | 1937      | −5             | 1937           |

Найбільші кількість забитих і пропущених м'ячів, а також різниця м'ячів в сезоні в чемпіонаті України:
| Тривалість сезону | Забиті    | Забиті  | Пропущені | Пропущені | Різниця м'ячів | Різниця м'ячів |
| Тривалість сезону | Кількість | Сезон   | Кількість | Сезон     | Кількість      | Сезон          |
| ----------------- | --------- | ------- | --------- | --------- | -------------- | -------------- |
| 46-матчевий сезон | 66        | 1996/97 | 37        | 1996/97   | +29            | 1996/97        |
| 42-матчевий сезон | 94        | 1997/98 | 39        | 1992/93   | +63            | 1997/98        |
| 38-матчевий сезон | 76        | 1993/94 | 32        | 1993/94   | +44            | 1993/94        |
| 36-матчевий сезон | 33        | 2006/07 | 40        | 2006/07   | −7             | 2006/07        |
| 35-матчевий сезон | 37        | 2011/12 | 54        | 2011/12   | −17            | 2011/12        |
| 34-матчевий сезон | 45        | 2012/13 | 59        | 1994/95   | +11            | 2000/01        |
| 32-матчевий сезон | 28        | 2008/09 | 27        | 2008/09   | +1             | 2008/09        |
| 30-матчевий сезон | 18        | 1998/99 | 67        | 1998/99   | −49            | 1998/99        |
| 28-матчевий сезон | 56        | 2005/06 | 11        | 2005/06   | +45            | 2005/06        |
| 22-матчевий сезон | 29        | 2010/11 | 12        | 2010/11   | +17            | 2010/11        |
| 20-матчевий сезон | 30        | 2009/10 | 13        | 2009/10   | +17            | 2009/10        |
| 18-матчевий сезон | 12        | 1992    | 29        | 1992      | −17            | 1992           |

Найменша кількість забитих і пропущених м'ячів, а також різниця м'ячів в сезоні в чемпіонаті України:
| Тривалість сезону | Забиті    | Забиті  | Пропущені | Пропущені | Різниця м'ячів | Різниця м'ячів |
| Тривалість сезону | Кількість | Сезон   | Кількість | Сезон     | Кількість      | Сезон          |
| ----------------- | --------- | ------- | --------- | --------- | -------------- | -------------- |
| 46-матчевий сезон | 66        | 1996/97 | 37        | 1996/97   | +29            | 1996/97        |
| 42-матчевий сезон | 60        | 1992/93 | 31        | 1997/98   | +21            | 1992/93        |
| 38-матчевий сезон | 33        | 2007/08 | 27        | 2007/08   | +6             | 2007/08        |
| 36-матчевий сезон | 33        | 2006/07 | 40        | 2006/07   | −7             | 2006/07        |
| 35-матчевий сезон | 37        | 2011/12 | 54        | 2011/12   | −17            | 2011/12        |
| 34-матчевий сезон | 15        | 2004/05 | 30        | 2000/01   | −26            | 1994/95        |
| 32-матчевий сезон | 28        | 2008/09 | 27        | 2008/09   | +1             | 2008/09        |
| 30-матчевий сезон | 18        | 1998/99 | 67        | 1998/99   | −49            | 1998/99        |
| 28-матчевий сезон | 56        | 2005/06 | 11        | 2005/06   | +45            | 2005/06        |
| 22-матчевий сезон | 29        | 2010/11 | 12        | 2010/11   | +17            | 2010/11        |
| 20-матчевий сезон | 30        | 2009/10 | 13        | 2009/10   | +17            | 2009/10        |
| 18-матчевий сезон | 12        | 1992    | 29        | 1992      | −17            | 1992           |

## Командні рекорди: очки
Кількість набраних очок в сезоні в чемпіонаті СРСР:
| Тривалість сезону                                                                                                   | Найбільша | Найбільша | Найменша  | Найменша |
| Тривалість сезону                                                                                                   | Кількість | Сезон     | Кількість | Сезон    |
| --- | --------- | --------- | --------- | -------- |
| При розрахунку очок за формулою: 3 очки за перемогу, 2 за нічию, 1 за поразку і 0 за неявку                         |           |           |           |          |
| 10-матчевий сезон                                                                                                   | 18        | 1937      | 18        | 1937     |
| При розрахунку очок за формулою: 2 очки за перемогу, 1 за нічию і 0 за поразку                                      |           |           |           |          |
| 52-Матчевий сезон                                                                                                   | 46        | 1989      | 44        | 1987     |
| 50-матчевий сезон                                                                                                   | 71        | 1971      | 40        | 1983     |
| 46-матчевий сезон                                                                                                   | 49        | 1979      | 44        | 1982     |
| 44-матчевий сезон                                                                                                   | 57        | 1972      | 38        | 1978     |
| 43-матчевий сезон                                                                                                   | 63        | 1968      | 58        | 1974     |
| 42-матчевий сезон                                                                                                   | 52        | 1965      | 38        | 1991     |
| 40-матчевий сезон                                                                                                   | 52        | 1985      | 35        | 1963     |
| 38-матчевий сезон                                                                                                   | 44        | 1976      | 36        | 1967     |
| 36-матчевий сезон                                                                                                   | 53        | 1990      | 36        | 1961     |
| 34-матчевий сезон                                                                                                   | 37        | 1949      | 27        | 1957     |
| 32-матчевий сезон                                                                                                   | 35        | 1975      | 35        | 1975     |
| 30-матчевий сезон                                                                                                   | 40        | 1958      | 40        | 1958     |
| 28-матчевий сезон                                                                                                   | 37        | 1959      | 37        | 1959     |
| 26-матчевий сезон                                                                                                   | 19        | 1940      | 19        | 1940     |
| 24-матчевий сезон                                                                                                   | 19        | 1947      | 5         | 1946     |
| 22-матчевий сезон                                                                                                   | 25        | 1939      | 25        | 1939     |
| 14-матчевий сезон                                                                                                   | 3         | 1948      | 3         | 1948     |
| При розрахунку очок за формулою: 2 очка за перемогу, 1 або 0 за нічию (за підсумками серії пенальті) і 0 за поразку |           |           |           |          |
| 44-матчевий сезон                                                                                                   | 52        | 1973      | 52        | 1973     |

Найбільша кількість набраних очок в сезоні в чемпіонаті України:
| Тривалість сезону                                                              | Найбільша | Найбільша | Найменша  | Найменша |
| Тривалість сезону                                                              | Кількість | Сезон     | Кількість | Сезон    |
| ------------------------------------------------------------------------------ | --------- | --------- | --------- | -------- |
| При розрахунку очок за формулою: 2 очки за перемогу, 1 за нічию і 0 за поразку |           |           |           |          |
| 42-матчевий сезон                                                              | 47        | 1992/93   | 47        | 1992/93  |
| 38-матчевий сезон                                                              | 56        | 1993/94   | 56        | 1993/94  |
| 18-матчевий сезон                                                              | 10        | 1992      | 10        | 1992     |
| При розрахунку очок за формулою: 3 очки за перемогу, 1 за нічию і 0 за поразку |           |           |           |          |
| 46-матчевий сезон                                                              | 75        | 1996/97   | 75        | 1996/97  |
| 42-матчевий сезон                                                              | 98        | 1997/98   | 98        | 1997/98  |
| 38-матчевий сезон                                                              | 52        | 2007/08   | 52        | 2007/08  |
| 36-матчевий сезон                                                              | 46        | 2006/07   | 46        | 2006/07  |
| 35-матчевий сезон                                                              | 34        | 2011/12   | 34        | 2011/12  |
| 34-матчевий сезон                                                              | 59        | 2000/01   | 31        | 2004/05  |
| 32-матчевий сезон                                                              | 43        | 2008/09   | 43        | 2008/09  |
| 30-матчевий сезон                                                              | 12        | 1998/99   | 12        | 1998/99  |
| 28-матчевий сезон                                                              | 69        | 2005/06   | 69        | 2005/06  |
| 22-матчевий сезон                                                              | 48        | 2010/11   | 48        | 2010/11  |
| 20-матчевий сезон                                                              | 39        | 2009/10   | 39        | 2009/10  |

## Кількість глядачів

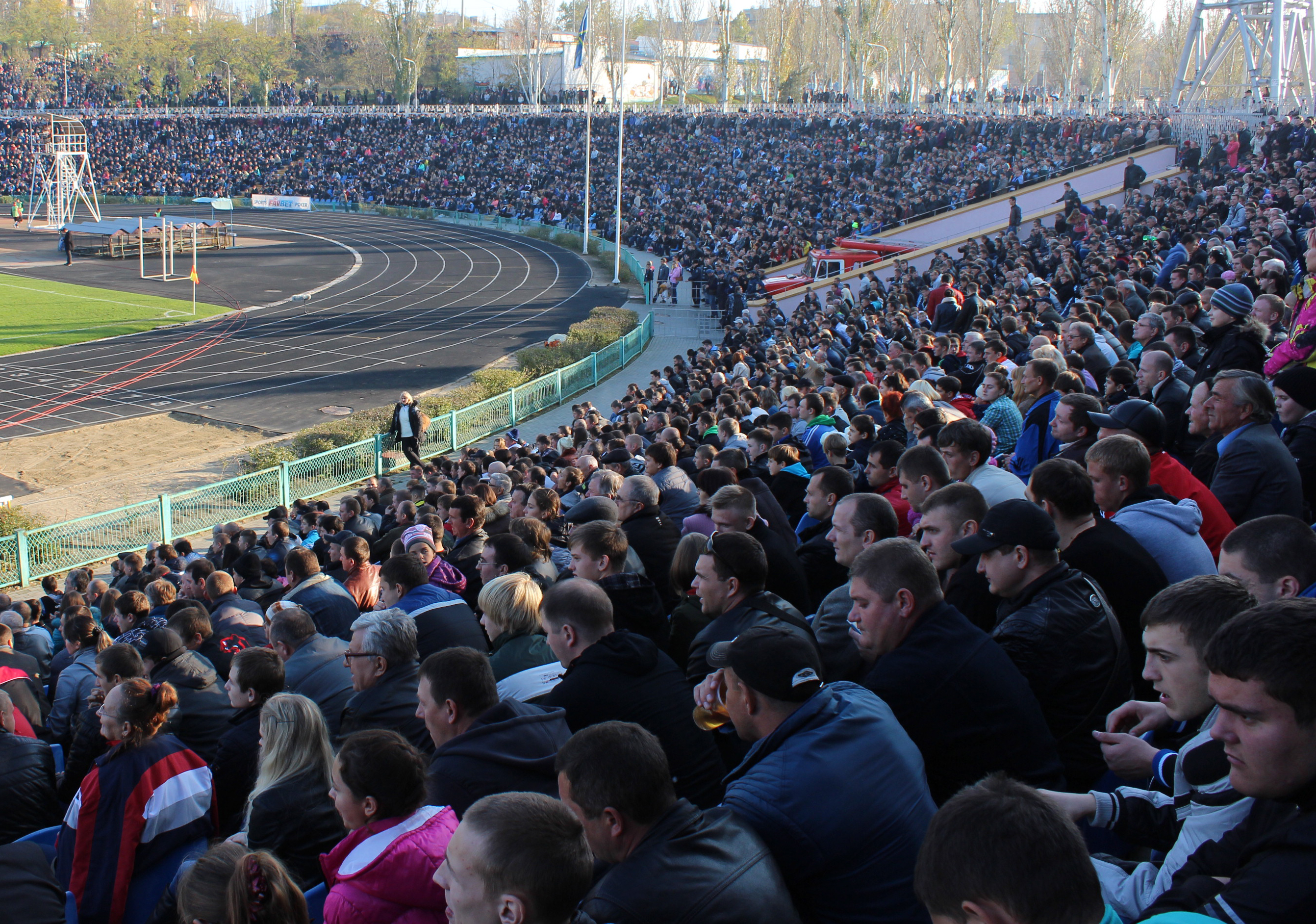
Заповнені трибуни «Центрального міського стадіону»

Представлені дані про відвідуваність матчів чемпіонату і Кубка України

### Найбільша
- Найбільша кількість глядачів на домашньому матчі у всіх змаганнях:
  - 27 000 — проти «Динамо-2» (Київ), 8 травня 1998, 1:0
- Найбільша кількість глядачів на домашньому матчі в чемпіонаті України:
  - 27 000 — проти «Динамо-2» (Київ), 8 травня 1998, 1:0
- Найбільша кількість глядачів на домашньому матчі в кубку України:
  - 22 000 — проти «Динамо» (Київ), 23 серпня 2003, 0:6

### Найменша
- Наименьшее количество зрителей на домашнем матче во всех соревнованиях:
  - 173 — проти «Шахтар-2» (Донецьк), 27 листопада 2004, 0:1
- Найменша кількість глядачів на домашньому матчі в чемпіонаті України:
  - 173 — проти «Шахтар-2» (Донецьк), 27 листопада 2004, 0:1
- Найменша кількість глядачів на домашньому матчі в кубку України:
  - 700 — проти «Кривбас» (Кривий Ріг), 11 серпня 2006, 0:1